# Дзовенчедо
Дзовенчѐдо (на италиански: Zovencedo; на венециански: Xovensedo, Зовенседо) е село и община в Северна Италия, провинция Виченца, регион Венето. Разположено е на 276 m надморска височина. Населението на общината е 773 души (към 2015 г.).